# Sergio Machin
Sergio Machin (Fiume, 6 luglio 1952) è un ex calciatore jugoslavo.
Talvolta il suo nome veniva riportato, in versione serba, come Serđo Makin.

## Carriera
Nato a Fiume, da calciatore fece parte della "generazione d'oro" del Rijeka con cui vinse due Coppe di Jugoslavia nelle stagioni 1977-1978 e 1978-1979. Era un giocatore duttile in grado di giocare come difensore, centrocampista e attaccante, anche se il ruolo a lui più congeniale era quello di centrocampista. Benché fosse uno dei giocatori più talentuosi del Rijeka, non entrò mai nel giro della nazionale jugoslava, complice la tendenza di convocare soprattutto giocatori delle "grandi quattro" del calcio jugoslavo (Stella Rossa e Partizan di Belgrado, Dinamo Zagabria e Hajduk Spalato). Nella seconda metà della stagione 1981-82 si trasferì in un'altra squadra di massima serie jugoslava, lo NK Zagabria.
Dopo il ritiro Sergio Machin si è trasferito a Cittanova, in Istria, dove possiede un hotel.

## Statistiche
| Stagione           | Squadra            | Campionato         | Campionato | Campionato | Coppe nazionali | Coppe nazionali | Coppe nazionali | Coppe continentali | Coppe continentali | Coppe continentali | Altre coppe | Altre coppe | Altre coppe | Totale | Totale |
| Stagione           | Squadra            | Comp               | Pres       | Reti       | Comp            | Pres            | Reti            | Comp               | Pres               | Reti               | Comp        | Pres        | Reti        | Pres   | Reti   |
| ------------------ | ------------------ | ------------------ | ---------- | ---------- | --------------- | --------------- | --------------- | ------------------ | ------------------ | ------------------ | ----------- | ----------- | ----------- | ------ | ------ |
| 1970-1971          | Rijeka             | 2L                 | ?          | ?          | KMT             | ?               | ?               | -                  | -                  | -                  | -           | -           | -           | ?      | ?      |
| 1971-1972          | Rijeka             | 2L                 | ?          | ?          | KMT             | ?               | ?               | -                  | -                  | -                  | -           | -           | -           | ?      | ?      |
| 1972-1973          | Rijeka             | 2L                 | ?          | ?          | -               | -               | -               | -                  | -                  | -                  | -           | -           | -           | ?      | ?      |
| 1973-1974          | Rijeka             | 2L                 | ?          | ?          | KMT             | ?               | ?               | -                  | -                  | -                  | -           | -           | -           | ?      | ?      |
| 1974-1975          | Rijeka             | 1L                 | 25         | 1          | KMT             | 0               | 0               | -                  | -                  | -                  | -           | -           | -           | 25     | 1      |
| 1975-1976          | Rijeka             | 1L                 | 12         | 2          | KMT             | 1               | 0               | -                  | -                  | -                  | -           | -           | -           | 13     | 2      |
| 1976-1977          | Rijeka             | 1L                 | 9          | 0          | KMT             | 0               | 0               | -                  | -                  | -                  | -           | -           | -           | 9      | 0      |
| 1977-1978          | Rijeka             | 1L                 | 19         | 0          | KMT             | 4               | 0               | -                  | -                  | -                  | -           | -           | -           | 23     | 0      |
| 1978-1979          | Rijeka             | 1L                 | 34         | 1          | KMT             | 4               | 0               | CC                 | 4                  | 0                  | -           | -           | -           | 42     | 1      |
| 1979-1980          | Rijeka             | 1L                 | 28         | 0          | KMT             | 1               | 0               | CC                 | 5                  | 0                  | -           | -           | -           | 34     | 0      |
| 1980-1981          | Rijeka             | 1L                 | 27         | 2          | KMT             | 0               | 0               | -                  | -                  | -                  | -           | -           | -           | 27     | 2      |
| 1981-1982          | Rijeka             | 1L                 | 12         | 0          | KMT             | 0               | 0               | -                  | -                  | -                  | -           | -           | -           | 12     | 0      |
| Totale Rijeka      | Totale Rijeka      | Totale Rijeka      | 176+       | 6+         |                 | 10+             | 0+              |                    | 9                  | 0                  |             | -           | -           | 195+   | 6+     |
| 1981-1982          | NK Zagabria        | 1L                 | 10         | 0          | KMT             | 0               | 0               |                    | -                  | -                  | -           | -           | -           | 10     | 0      |
| Totale NK Zagabria | Totale NK Zagabria | Totale NK Zagabria | 10         | 0          |                 | -               | -               |                    | -                  | -                  |             | -           | -           | 10     | 0      |
| Totale carriera    | Totale carriera    | Totale carriera    | 186+       | 6+         |                 | 10+             | 0+              |                    | 9                  | 0                  |             | -           | -           | 205+   | 6+     |

## Palmarès
- Coppa di Jugoslavia: 2

Rijeka: 1977-1978, 1978-1979
- Coppa dei Balcani (club): 1

Rijeka: 1977-1978
- 2. Savezna liga: 3

Rijeka: 1970-1971 (girone Ovest), 1971-1972 (girone Ovest), 1973-1974 (girone Ovest)